# دانييل لافي
دانييل ليفي أو دانييل لافي (بالإنجليزية: Daniel Levy)‏ (و. 1962  م) هو شخصية أعمال، ولاعب كرة قدم، وصهيوني من المملكة المتحدة، ولد في إسكس ، ويشغل منصب المدير التنفيذي لنادي توتنهام هوتسبر الإنجليزي و يملك جمعية .